# 于振文
于振文（1944年6月22日—），辽宁旅顺人，汉族，中国作物栽培学专家，中国工程院农业学部院士、第十一届全国政协委员。
担任山东农业大学小麦研究所所长、中国作物学会常务理事兼小麦学组组长。2008年，当选第十一届全国政协委员，代表农业界，分入第三十八组。